# إنديانابوليس 500 سنة 2004
سباق إنديانا بوليس -500 ميل 2004 أقيم في حلبة إنديانابوليس موتور سبيدواي في 29 مايو 2005 وفاز في السباق دانيال ويلدون من فريق اندريتي بمتوسط سرعة 157.603 ميل/ساعة.
وكان أول المنطلقين توني كنعان بسرعة 227.566 ميل/ساعة.